# Casa Kalang

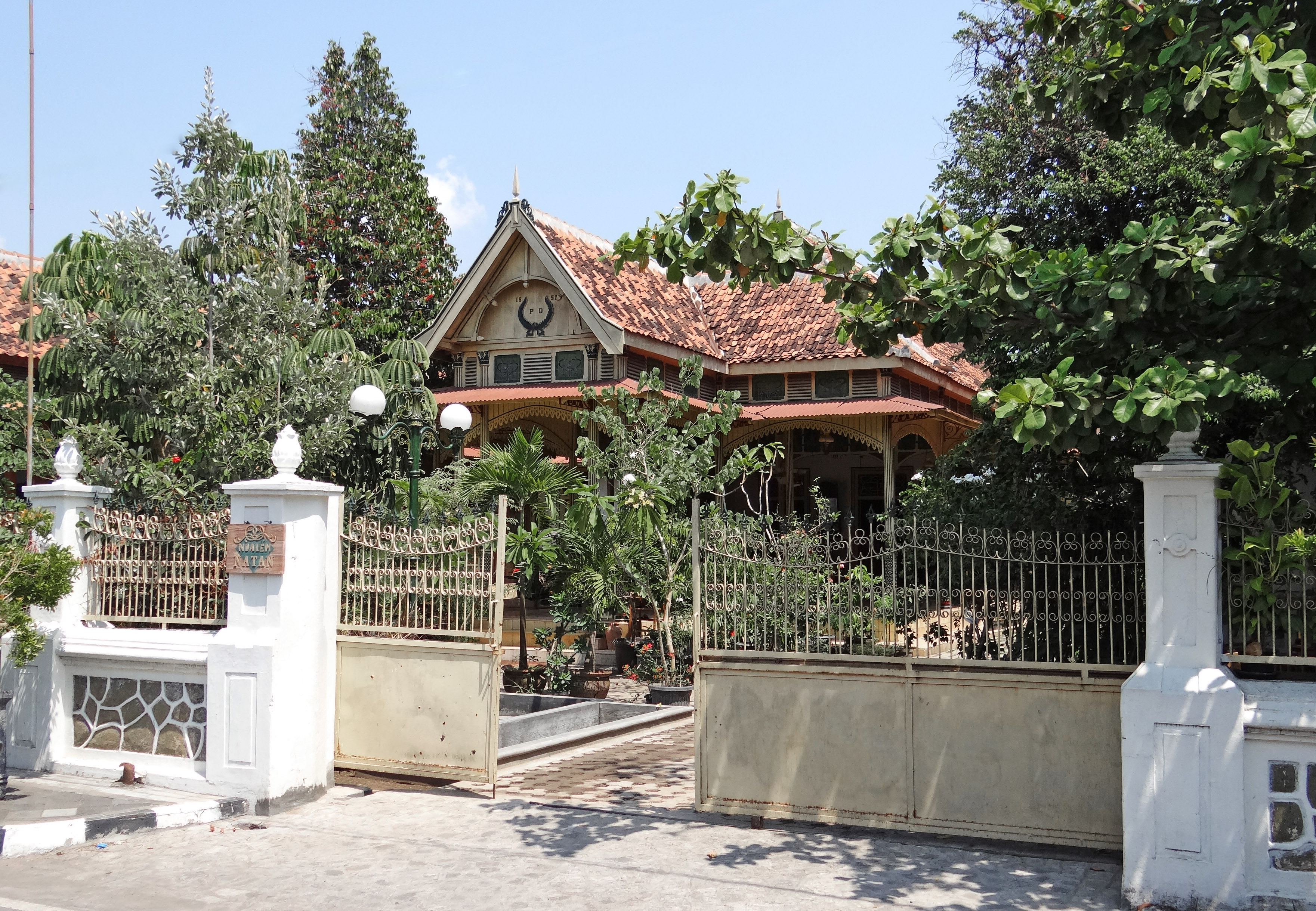
Uma casa Kalang bem preservada de meados do século XIX do tipo Omah Prayadranan ou Ndalem Natan em Kotagede.

Casa Kalang (em javanês: Omah Kalang, em indonésio: Rumah Kalang) é um termo usado para se referir às ecléticas casas javanesas do povo Kalang. O enclave do povo Kalang é encontrado em Kotagede, Yogyakarta e Surakarta. As casas Kalang, construídas por volta do século XX, são geralmente grandes e amplamente ornamentadas com a mistura eclética do princípio tradicional javanês e do romantismo ocidental. A casa Kalang tornou-se uma identidade cultural do povo Kalang e da cidade de Kotagede, onde a maioria das casas ainda está em boas condições.

## Povo Kalang
As casas Kalang estão grandemente relacionadas com o crescimento da comunidade de pessoas Kalang em Kotagede. Kalang significa literalmente "fechado" ou "cercado". O povo Kalang, ou Wong Kalang, era um grupo de mercadores que faziam assentamentos no distrito de Kotagede. Embora o povo Kalang tenha vindo originalmente de Java Oriental e Bali, presume-se que sejam os nativos de Kotagede, que formaram a antiga capital Mataram do Reino Hindu. O povo Kalang, conhecido por suas habilidades artísticas em entalhar madeira e ouro, mudou-se para Kotagede quando Mataram precisou de trabalhadores qualificados e construtores.
As lendas locais dizem que o povo Kalang era originalmente um cativo de guerra trazido pelo sultão Agung de sua fracassada expedição a Bali no início do século XVII. A lenda dizia que os Kalangs eram o resultado da união entre um macaco e uma princesa, e, portanto, havia rumores de que o povo Kalang possuía rabos semelhantes a macacos e poder sobrenatural indomável. Até a década de 1920, eles estavam concentrados no bairro de Tegalgendu, na margem oeste do rio Gajah Wong, e não foram autorizados a residir em Kotagede. Seu nome "Wong Kalang" provavelmente derivou de seu peculiar ritual hindu-balinês, obong kalang. Obong kalang era um ritual fúnebre no qual uma figura de papel representando a pessoa morta era "cremada" em intervalos indicados pelo calendário hindu-balinês, enquanto o cadáver real era enterrado no chão após a prática muçulmana. Como sua religião professada, eles seguiram o Islã, mas o Wong Kalang praticou muitos outros costumes que parecem estranhos aos Kotagedeanos nativos.